# Internationella fackliga samorganisationen
Internationella fackliga samorganisationen (IFS) (engelska: International Trade Union Confederation, ITUC), är världens största fackliga organisation med sina 175 miljoner medlemmar i 311 medlemsorganisationer i 155 olika länder. Den bildades den 1 november 2006 då Fria fackföreningsinternationalen och Arbetarnas världsfederation upplöstes och bildade den nya organisationen.

## Verksamhet
IFS uppger att dess främsta mål är att "främja och försvara arbetares rättigheter och intressen genom internationella samarbeten mellan fackföreningar, globala kampanjer och förespråkande inom de större globala institutionerna". Organisationen styrs av kongressen som hålls vart fjärde år, ett generalråd och en verkställande byrå. Man har nära samarbeten med bland andra Europeiska fackliga samorganisationen, Internationella arbetsorganisationen, Världsbanken och Världshandelsorganisationen. Man har rådgivande status inom Ekonomiska och sociala rådet. Svenska medlemmar är LO, TCO och SACO.
Varje år ger IFS ut en kartläggning av kränkningar av fackliga rättigheter (Annual Survey of violation of trade union rights). Den senaste rapporten från 2011 inkluderade 143 länder och rapporterade om 90 mord på fackliga aktivister, 75 dödshot, 2 500 arresteringar och omkring 5 000 avskedanden på grund av fackliga aktiviteter.

## Kongresser
Den första IFS-kongressen hölls i Wien i Österrike 1-3 november 2006. Under den första dagen bildades organisationen formellt och under den tredje dagen hölls formella val till olika ledande positioner. Guy Ryder valdes till generalsekreterare.
Den andra kongressen hölls i Vancouver i Kanada 21-25 juni 2010. Ordföranden i IFS, Sharan Burrow, valdes till ny generalsekreterare. I sitt inledningstal betonade hon vikten av att en kvinna valdes till ledare för världens största fackliga organisation.